# Михел, Ник
Николас Йоха́ннес Михел (нидерл. Nicolaas Johannes Michel; 30 сентября 1912, Велзен, Северная Голландия — 24 июня 1971) — нидерландский футболист, играл на позиции вратаря. Участник чемпионата мира 1938 года.

## Биография

### Игровая карьера
Всю футбольную карьеру Михел играл за ВСВ, в составе которого в 1938 году выиграл Кубок Нидерландов.
Входил в состав сборной Нидерландов на чемпионате мира 1938 года, но на поле не выходил. 17 марта 1940 года дебютировал за сборную Нидерландов в товарищеском матче со сборной Бельгии — Нидерланды проиграли 1:7.

### Смерть
Скончался 24 июня 1971 года в возрасте 58 лет.